# Susanne Rydén
Susanne Ingegerd Rydén, född 2 oktober 1962 i Hjärtlanda församling i Sävsjö stad i Jönköpings län, är en svensk operasångare (sopran) och konserthuschef vid Konserthuset Stockholm sedan 2024. Hon var 2015–2024 preses av Kungliga Musikaliska Akademien och initiativtagare till Sjungande barn. 

## Biografi
Susanne Rydén växte upp i Hjärtlanda, fem kilometer söder om Sävsjö. Hon utbildade sig på Kungliga Musikhögskolan i Stockholm, på Schola Cantorum Basiliensis i Basel i Schweiz och för sopranen och sångpedagogen Jessica Cash på Guildhall School of Music and Drama i London. Hon debuterade som operasångare 1991.
Hon är främst verksam inom den tidiga musiken och har samarbetat med bland andra Christopher Hogwood och Academy of Ancient Music, Bach Collegium Japan och Masaaki Suzuki, Roy Goodman, Nicholas McGegan, Lars Ulrik Mortensen, Harry Bicket, vokalensemblen Cantus Cölln och blåsensemblen Concerto Palatino.
Rydén har medverkat i inspelningar för TV och radio och närmare ett hundratal skivinspelningar. Hennes första soloskiva var Bella Madre de' Fiori för Prophone, italiensk musik från 1500-talet till 1700-talet, som spelades in i maj 1990.
Hon har gästat Drottningholmsteatern, Norrlandsoperan och olika fristående operascener, i roller som Poppea i Monteverdis Poppeas kröning, Dido i Purcells Dido och Aeneas, Angelica i Händels Orlando, Galathea i Händels Acis och Galathea, Ghita i Vicente Martín y Solers Una cosa rara, Amahl i Gian Carlo Menottis Amahl and the Nightly Visitors, Euridice i Glucks Orfeus och Eurydike och La Musica i Monteverdis L'Orfeo. För henne skrevs också titelrollen i Hans-Ola Ericssons opera baserad på Höga Visan, framförd av Piteå Kammaropera 2004. I maj 2005 gjorde hon Meleagro i Händels Atalanta i Göttingen och i juni 2006 Titania i Purcells Fairy Queen i Hannover.
Rydén har skrivit musikdramat Christinas resa med recitation, dans och sång, för vilket hon fick Alf Henrikson-stipendiet 2005.
Rydén var under åren 2018-2024 VD för Musik i Syd. År 2024 tillträdde hon som chef och vd för Stockholms konserthus och Kungliga Filharmonikerna efter Stefan Forsberg.
Hon är sedan 1988 gift med Hans Bjerhag (född 1959) och bosatt i Stockholm.

## Priser och utmärkelser
- 2005 – Alf Henrikson-priset[8]
- 2005 – Årets Mungiga av Föreningen för Tidig Musik för mångårig insats som pedagog och artist inom den svenska tidiga musiken
- 2007 – Ledamot av Kungliga Musikaliska Akademien
- 2007 – Årets smålänning i Sveriges Radio Jönköping[9]
- 2008 – Hedersmedborgare i Sävsjö kommun
- 2011 – Litteris et Artibus för framstående konstnärliga insatser som operasångare
- 28 januari 2025: H.M. Konungens medalj av 12:e storleken i Serafimerordens band[10]